# Papyrus 42
Papyrus 42 (nach Gregory-Aland mit Sigel {\displaystyle {\mathfrak {P}}}42 bezeichnet) ist ein griechisches Papyrusfragment des Lukasevangeliums, welches mittels Paläographie auf das 6./7. Jahrhundert datiert wurde.
Der griechische Text des Kodex repräsentiert den Alexandrinischen Texttyp mit einigen Byzantinischen Lesarten. Kurt Aland ordnete ihn in Kategorie II ein.